# Бирлівська сільська рада (Бершадський район)
| Бирлівська сільська рада — колишній орган місцевого самоврядування у Бершадському районі Вінницької області з адміністративним центром у с. Бирлівка. Сільраді були підпорядковані населені пункти: - с. Бирлівка |

## Склад ради
Рада складалася з 16 депутатів та голови.

## Керівний склад сільської ради
| ПІБ                      | Основні відомості                                                                 | Дата обрання | Дата звільнення |
| ------------------------ | --------------------------------------------------------------------------------- | ------------ | --------------- |
| Прудченко Іван Дмитрович | Сільський голова, 1954 року народження, освіта, член Народно-демократичної партії | 26.03.2006   | 31.10.2010      |
| Прудченко Іван Дмитрович | Сільський голова, 1954 року народження, освіта вища, безпартійний                 | 31.10.2010   |                 |

Примітка: таблиця складена за даними джерела